# Лантерна

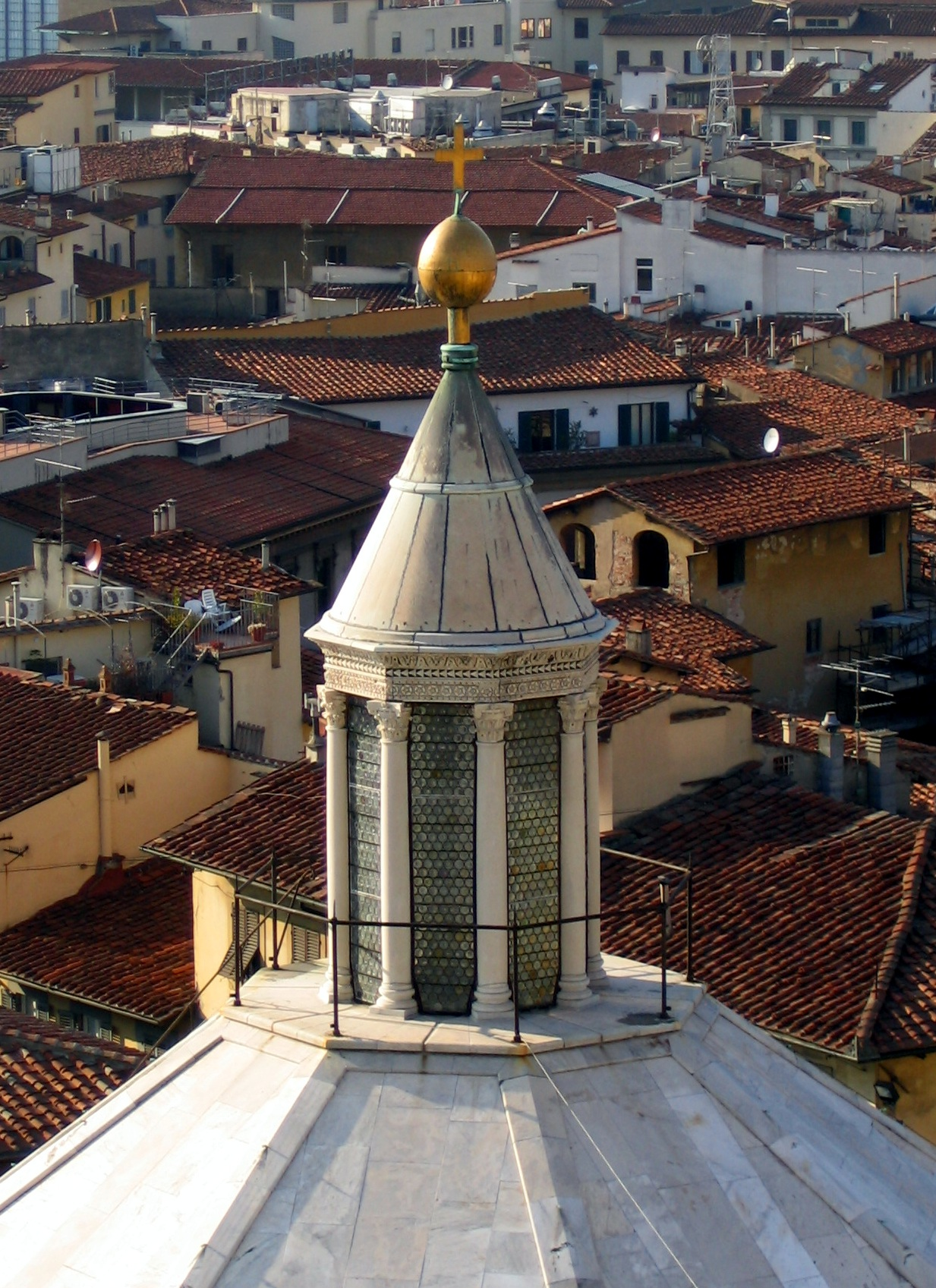
Лантерна Флорентийского баптистерия

Лантерна (лат., итал. lanterna — «лампа», «светильник») — небольшая башенка на вершине купола, увенчанная собственным небольшим куполом или шатром.
В Древнем Риме словом «лантерна» называли фонарь, укреплённый на высоком шесте, который несли рабы во время ночных выходов хозяина. Лантерна как архитектурный элемент имеет оконные проёмы, через которые освещается подкупольное пространство, откуда и название. В архитектуре церквей, соборов и капелл лантерну венчают яблоко и крест.
В сакральной архитектуре лантерна обретает особенный смысл. Свет лантерны зрительно увеличивает внутреннее пространство храма, подчёркивая идею его связи с небом. Так, например, в барочной церкви Сан-Карло алле Куатро Фонтане, построенной в Риме по проекту Ф. Борромини, центр плафона (вид купола изнутри) «прорывается» золотистым сиянием из цветных стекол окон лантерны, собственный купол которой оформлен эмблемой ордена тринитариев — голубь Святого Духа, заключённый в треугольник. Голубь кажется парящим в небе. В римской церкви Сант-Андреа-аль-Квиринале (проект Дж. Л. Бернини) свет, проникающий через золотистые стекла лантерны, вместе с суточным движением солнца поочередно высвечивает расположенные по нижней окружности купола скульптуры ангелов. Это также создаёт особенное настроение. Подобных примеров существует множество.
Близкий термин, имеющий более широкое значение, — фонарь (архитектура).

## Наиболее известные лантерны

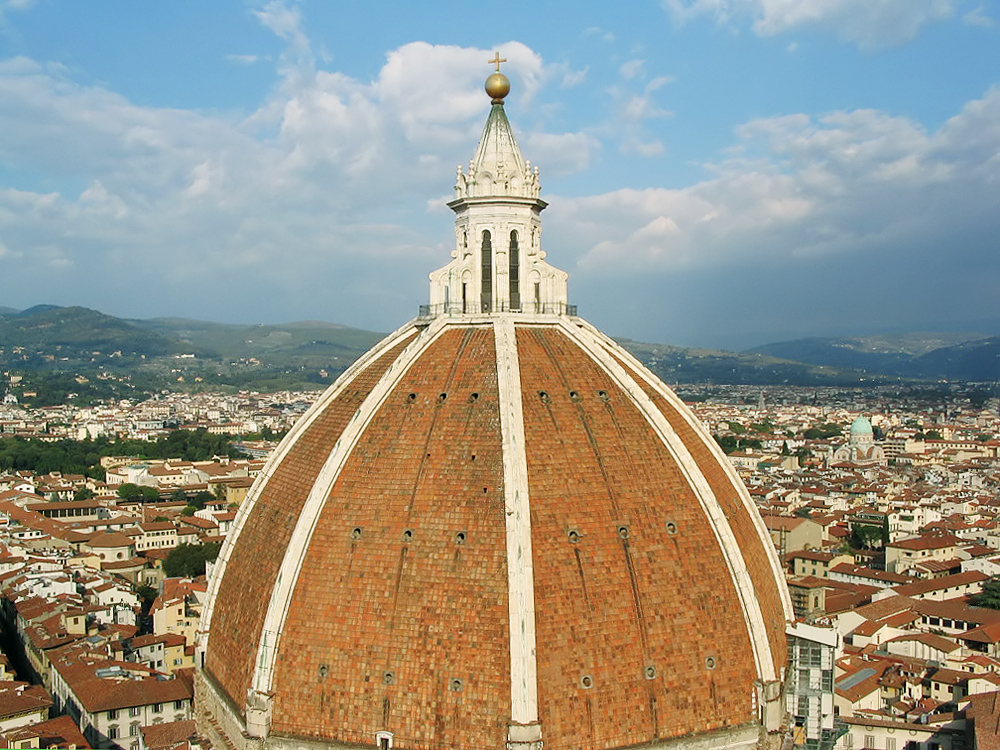
Лантерна кафедрального собора Санта-Мария-дель-Фьоре во Флоренции, Италия

- Лантерна собора Санта Мария дель Фьоре во Флоренции
- Лантерна Собора Святого Петра в Риме
- Лантерна церкви Сант-Иво алла Сапиенца в Риме
- Лантерна церкви Сан-Карло алле Куатро Фонтане в Риме
- Лантерна церкви Сант-Андреа-аль-Квиринале в Риме
- Лантерна Исаакиевского собора в Санкт-Петербурге